# Double Jeopardy
Se Ne bis in idem för det rättsliga begreppet.
Double Jeopardy är en amerikansk thriller från 1999 som är regisserad av Bruce Beresford med Tommy Lee Jones och Ashley Judd i huvudrollerna. Filmen hade Sverigepremiär den 3 mars 2000. Filmens titel syftar på den lag som förhindrar att en person straffas två gånger för samma brott.

## Handling

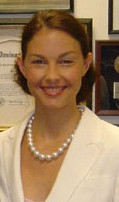
Ashley Judd spelar huvudrollen.

När Libby och hennes man Nick tar en båttur försvinner han. Polisen tror att han är död, eftersom det finns blod och spår efter slagsmål på båten. Libby döms för mordet på honom, trots att hon hävdar att hon är oskyldig. Hon tvingas lämna sin son Matty i händerna på sin mans sekreterare Angie medan hon avtjänar ett sexårigt fängelsestraff. Under tiden i fängelset försöker hon få kontakt med sin son, men Angie verkar ha försvunnit. När Libby till slut får tag på hennes nummer är det Matty som svarar. Plötsligt hör Libby i bakgrunden att hennes döda make kommer hem. Det går upp för henne att Nick och Angie planerat "mordet" ihop och bestämmer sig för att hämnas. Enligt lagen kan man inte straffas två gånger för samma brott, så när Libby kommer ut från fängelset försöker hon söka upp sin man. Men jakten blir svårare, eftersom hon måste rapportera allt till sin övervakare, Travis.

## Juridisk feltolkning
Varning: Handlingen avslöjas! Filmens titel syftar som sagt på den lag som förhindrar att en person straffas två gånger för samma brott, men denna lag är feltolkad i filmen: Libby menar att hon redan straffats en gång för mordet på sin make. När det sedan visar sig att han inte är död kan hon därför mörda honom 'en gång till' utan påföljd genom att åberopa 'double jeopardy'. Detta hade ej gått i verkligheten eftersom det inte är samma brott, utan två skilda händelser. (Man kan inte dömas två gånger för ett och samma brott, men begår man samma brott två gånger kan man bli dömd båda gångerna).

## Rollista (i urval)
- Tommy Lee Jones - Travis Lehman
- Ashley Judd - Elizabeth 'Libby' Parsons
- Benjamin Weir - Matty Parsons
- Bruce Greenwood - Nicholas 'Nick' Parsons
- Annabeth Gish - Angie